# 南郷武夫

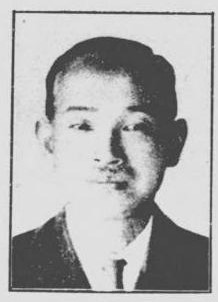
南郷武夫

南郷 武夫（なんごう たけお、1884年（明治17年）3月22日 - 1976年（昭和51年）1月26日）は、明治末から昭和期の林業家、政治家。衆議院議員、鹿児島県日置郡東市来村長、同郡東市来町長。

## 経歴
鹿児島県日置郡市来郷伊作田村（東市来村伊作田、東市来町伊作田を経て現日置市東市来町伊作田）で、鉱山業・南郷徳之助の長男として生まれる。1904年（明治37年）鹿児島県立第一中学校（現鹿児島県立鶴丸高等学校）を卒業。早稲田大学を中退。
帰郷して父の鉱山業に従事。1930年（昭和5年）家督を相続。政界を目ざし1931年（昭和6年）鹿児島県会議員に選出され3期在任。1932年（昭和7年）東市来村長に就任。当時村に残っていた区制の廃止を断行し、区有財産、学区の統一を実施。1937年（昭和12年）町制を施行し初代東市来町長に就任し、町有林の基礎を築いた。その他、鹿沖木材取締役、鹿児島県森林会議員、東市来町農会長、鹿児島県産業組合連合会監事なども務めた。
1937年（昭和12年）4月、第20回衆議院議員総選挙（鹿児島県第1区、立憲民政党公認）では次点で落選。1942年（昭和17年）4月の第21回総選挙（鹿児島県第1区）で翼賛政治体制協議会の推薦を受け出馬して当選。大政翼賛会鹿児島県支部常務、翼賛政治会政調内務委員、農林兼務委員などを務めた。軍用材の乱伐のため山林荒廃が進むことを危惧し、森林組合法の制定に尽力。鹿児島県森林組合連合会の結成の中心となり、初代会長に就任した。戦後、日本進歩党に所属し、衆議院議員に1期在任。その後、公職追放となった。
追放解除後、県森林組合連合会の会長に就任。1953年（昭和28年）林業功労者として初の鹿児島県民表彰を受けた。その他、全国森林組合連合会監事、鹿児島県林業普及協会長、東市来町森林組合長、日置郡愛林会会長などを務めた。